# Clifton (Ohio)
Pour les articles homonymes, voir Clifton.
Clifton est un village américain situé dans les comtés de Clark et de Greene, dans l'Ohio. Selon le recensement de 2010, sa population est de 1 522 habitants.